# Laura-Mærsk
Le Laura-Mærsk est un porte-conteneurs de la compagnie danoise Mærsk lancé en 2023 et premier navire à pouvoir fonctionner au bioéthanol.
Il a été construit au chantier naval d'Ulsan, en Corée du Sud. Il mesure 172 mètres de long pour 32 mètres de large et a une capacité de 2 100 conteneurs. Il est doté d'un moteur à double carburant, pouvant fonctionner avec du méthanol ou du fioul. Maersk prévoit de le faire naviguer en mer du Nord et en mer Baltique.
Son premier plein de bioéthanol a été fourni par la société néerlandaise OCI Global. C'est ensuite Equinor qui sera le fournisseur une fois son usine danoise en service. Maersk ayant en commande 24 autres porte-conteneurs à l'éthanol, livrables entre 2024 et 2027, la compagnie maritime danoise a annoncé avoir créé avec sa maison mère AP Moller holding, qui en détiendra 80 %, une coentreprise pour produire du méthanol vert.
Le nom  du porte-conteneurs reprend celui du premier bateau à vapeur acheté en 1886 par le capitaine Peter Maersk (en), fondateur avec son fils Arnold de la compagnie de transport maritime. La marraine du Laura-Mærsk est Ursula von der Leyen, présidente de la Commission européenne,.